# NGC 6935
NGC 6935 (również PGC 65112) – galaktyka spiralna z poprzeczką (SBa), znajdująca się w gwiazdozbiorze Indianina. Odkrył ją John Herschel 8 lipca 1834 roku.
W galaktyce tej zaobserwowano supernową SN 2006ms.